# 1988 VD3
1988 VD3 är en asteroid i huvudbältet, som upptäcktes den 11 november 1988 av den japanske amatörastronomen Takuo Kojima i Chiyoda.
Asteroiden har en diameter på ungefär 5 kilometer och den tillhör asteroidgruppen Nysa.